# Tanya Donelly

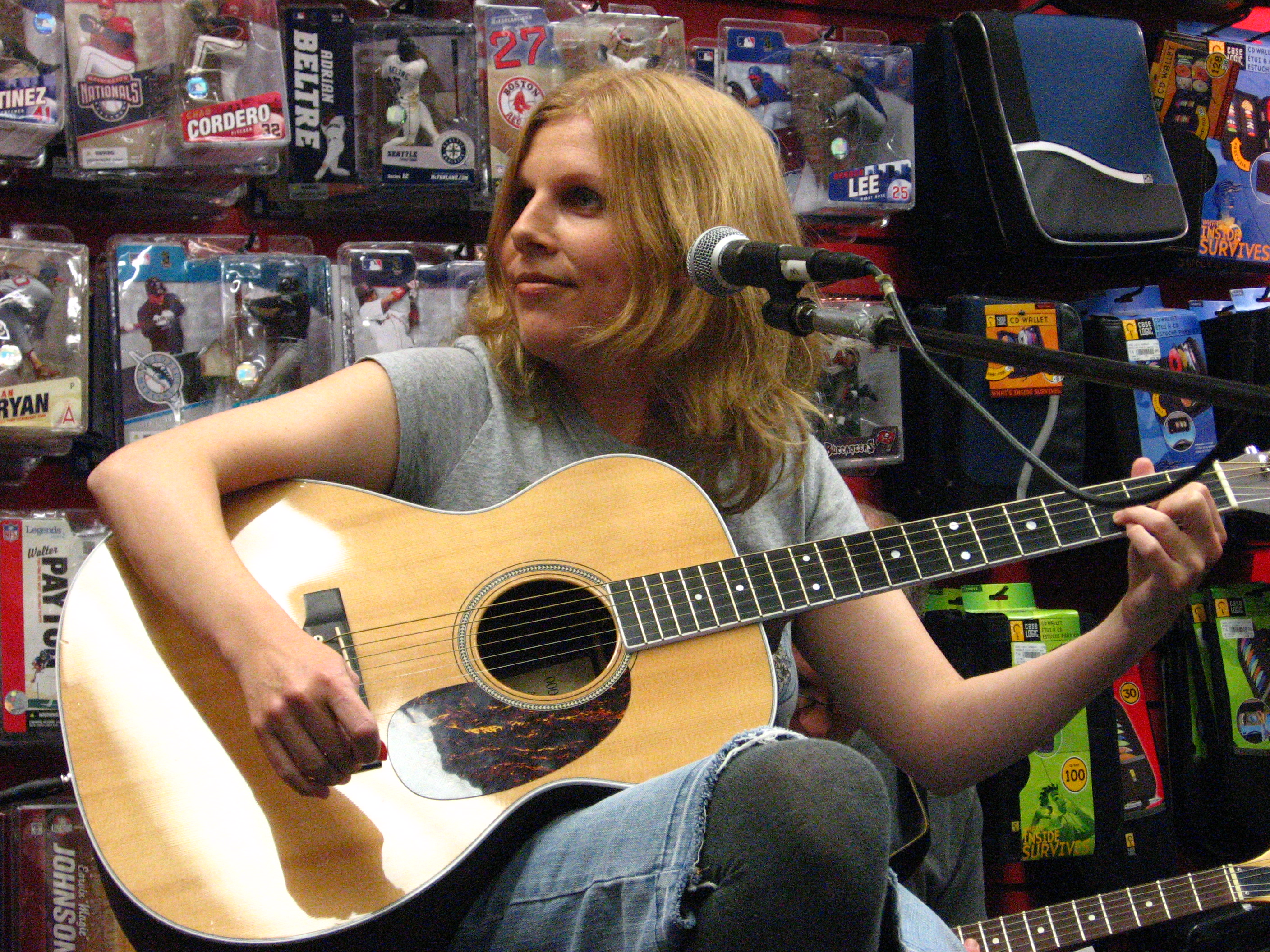
Tanya Donnelly (2006)

Tanya Donelly (* 14. Juli 1966 in Newport, Rhode Island USA) ist eine US-amerikanische Sängerin und Gitarristin. Sie spielte und sang bei den Throwing Muses, The Breeders, Belly und solo.

## Biografie
Tanya ist die Stiefschwester von Kristin Hersh, mit der sie zusammen die Band Throwing Muses gründete. Seit 1990 arbeitete sie mit Kim Deal von den Pixies in einem Nebenprojekt namens The Breeders, die sie 1991 jedoch wieder verließ. Sie gründete daraufhin die Band Belly, bevor sie auch diese nach zwei Alben auflöste, um fortan (seit 1996) unter ihrem Namen solo weiterzumachen.
Sie ist verheiratet mit dem Musiker Dean Fisher, mit dem sie zwei Töchter hat.

## Diskografie

### Alben
- 1997: Lovesongs for Underdogs
- 2002: Beautysleep
- 2004: Whiskey Tango Ghost
- 2006: This Hungry Life

### EPs
- 1996: Sliding & Diving
- 1997: Pretty Deep
- 1997: The Bright Light
- 2001: Sleepwalk
- 2007: Heart of Gold
- 2013: Swan Song Series Volume I - IV
- 2014: Swan Song Series Volume V
- 2016: Swan Song Series (Kompilation, enthält 7 neue Stücke)